# Avenida Alcalde Álvaro Domecq
La Avenida Alcalde Álvaro Domecq, más conocida como Avenida Álvaro Domecq, es una avenida de la ciudad Jerez de la Frontera, (Andalucía, España). Actualmente es una de las avenidas más conocidas y más relevantes de la ciudad.
Trazada en los años 50 desde la antigua Puerta de Sevilla, en la Alameda Cristina, en dirección noroeste siguiendo el antiguo Paseo de Capuchinos que llevaba a la ciudad hispalense, la avenida cumpliría el papel de arteria principal del ensanche noble de la ciudad.

## Tramos
La avenida cuenta con varios tramos principales. De oeste a este, y por tanto, de mayor a menos antigüedad:
- Tramo Alameda Cristina - Instituto Padre Luis Coloma
- Tramo Instituto Padre Luis Coloma - Plaza del Caballo
- Tramo Plaza del Caballo - Parque González Hontoria
- Tramo Parque González Hontoria - Avenida de Andalucía

## Edificios
En la Avenida tienen sede la Audiencia Provincial, el Instituto Padre Luis Coloma, varias instituciones municipales, así como hoteles de lujo, locales de ocio, servicios y zonas verdes, como el Parque González Hontoria y la Plaza del Caballo.

## Historia

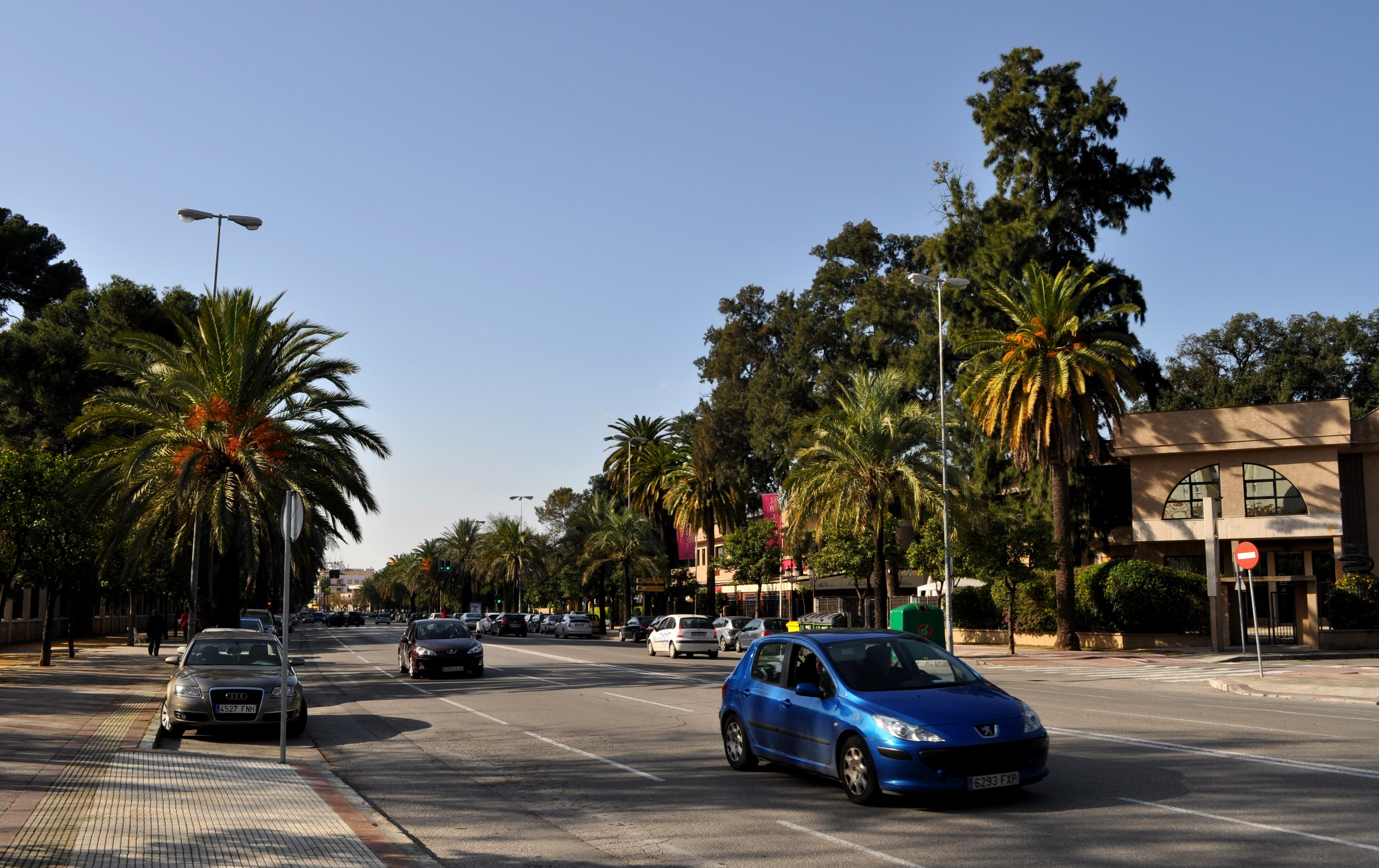
Avenida en cruce con calle Caldas.

El tramo más periférico de la Alameda Cristina, donde se había ubicado un Convento de Padres Capuchinos, se denominaba popularmente como paseo de Capuchinos en el siglo XVII.
En los años 50, Álvaro Domecq fue designado alcalde de Jerez entre 1952 y 1957, y posteriormente presidente de la Diputación de Cádiz de 1957 a 1967. Para trazar un ensanche noble que abriese Jerez al norte, que fuera puerta de entrada desde Sevilla y habilitase una zona donde ubicarse las familias más adineradas de la ciudad, definió una avenida con salida directamente desde la Alameda Cristina, tomando el anterior Paseo de Capuchinos y llevándolo en línea recta hasta la carretera de circunvalación.
La Avenida se inauguró con el nombre de Avenida de América, pero posteriormente, en recuerdo del alcalde que planificó dicho ensanche, cambió su nombre a Avenida Alcalde Álvaro Domecq.

## Galería
|  |  |  |

|  |  |  |